# 三木町立久留美中学校
三木町立久留美中学校（みきちょうりつ くるみちゅうがっこう）は、かつて兵庫県美嚢郡三木町跡部（現:三木市）にあった公立中学校。

## 概要

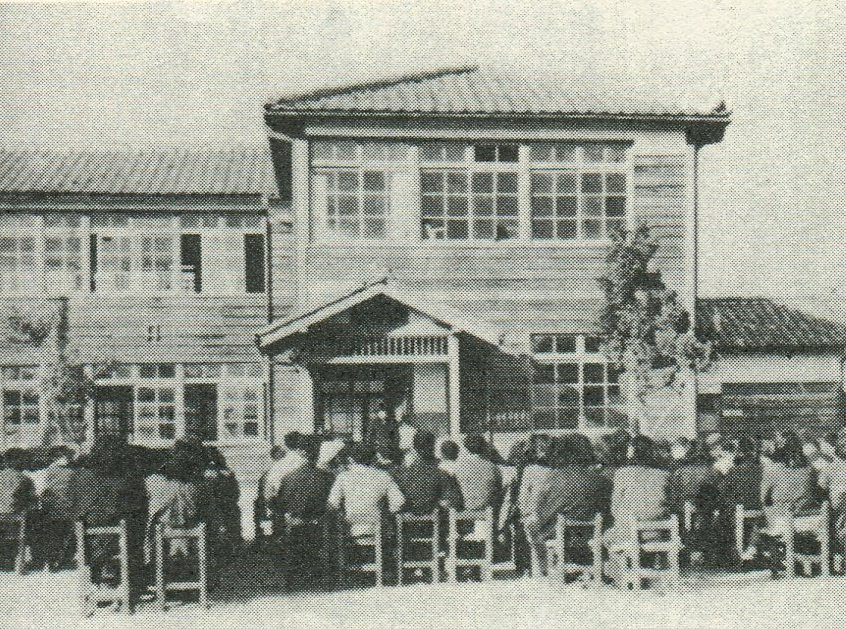
全校集会の様子

- 兵庫県美嚢郡三木町久留美村にあった中学校であったが、当初は校舎が完成しておらず、平田にある三木町立平田小学校と当時の長屋（現在の岩宮）にあった三木町立長屋小学校を間借りして授業を行っていた。開校から1年後に久留美村関係者とその周辺住民の協力で廃墟であった大日本帝国陸軍所有の払い下げ兵舎を解体し、移築して完成したが、速成校舎であったために修繕の頻度が早かった。三木町の編入に伴って三木市立三木中学校に編入された。[1][2]

## 沿革
- 1947年（昭和22年）4月1日 - 久留美村立久留美中学校が設立するが、校舎が完成していない為、平田にある三木町立平田小学校と当時の長屋（現在の岩宮）にあった三木町立長屋小学校で間借りしていた。[3] [1]
- 1948年（昭和23年）4月1日 - 跡部である現在の場所に移転する。[4]
- 1948年（昭和23年）7月2日 - 校地内で田植え・甘藷植え付け作業を行う。[4]
- 1951年（昭和26年）3月15日 - 三木町に編入され、三木町立久留美中学校に改称する。[3]
- 1952年（昭和27年）3月31日 - 三木町立三木中学校（現:三木市立三木中学校）に編入され、閉校する。[5][4]

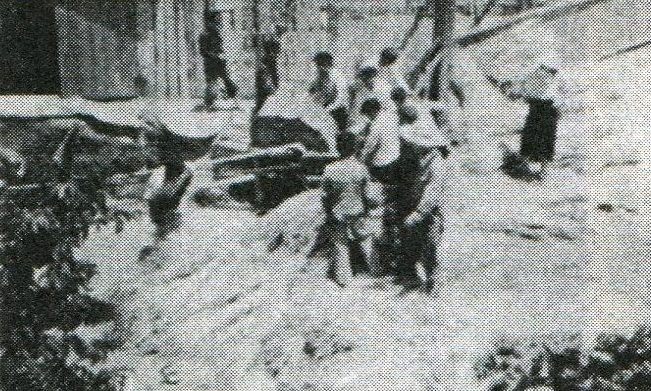
校地にある農業用地
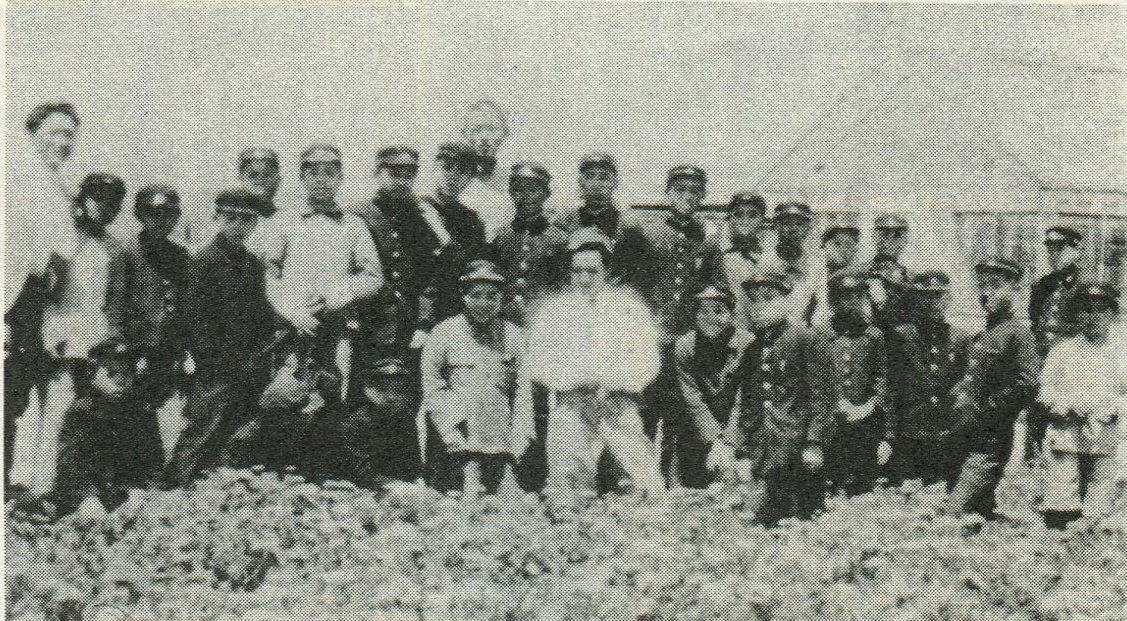
校地にある花卉園

## 校舎
完成前

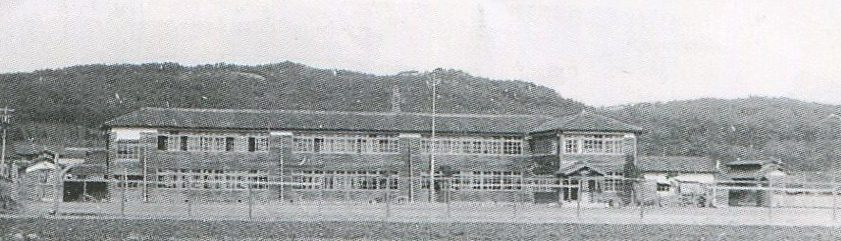
校舎の全景の様子

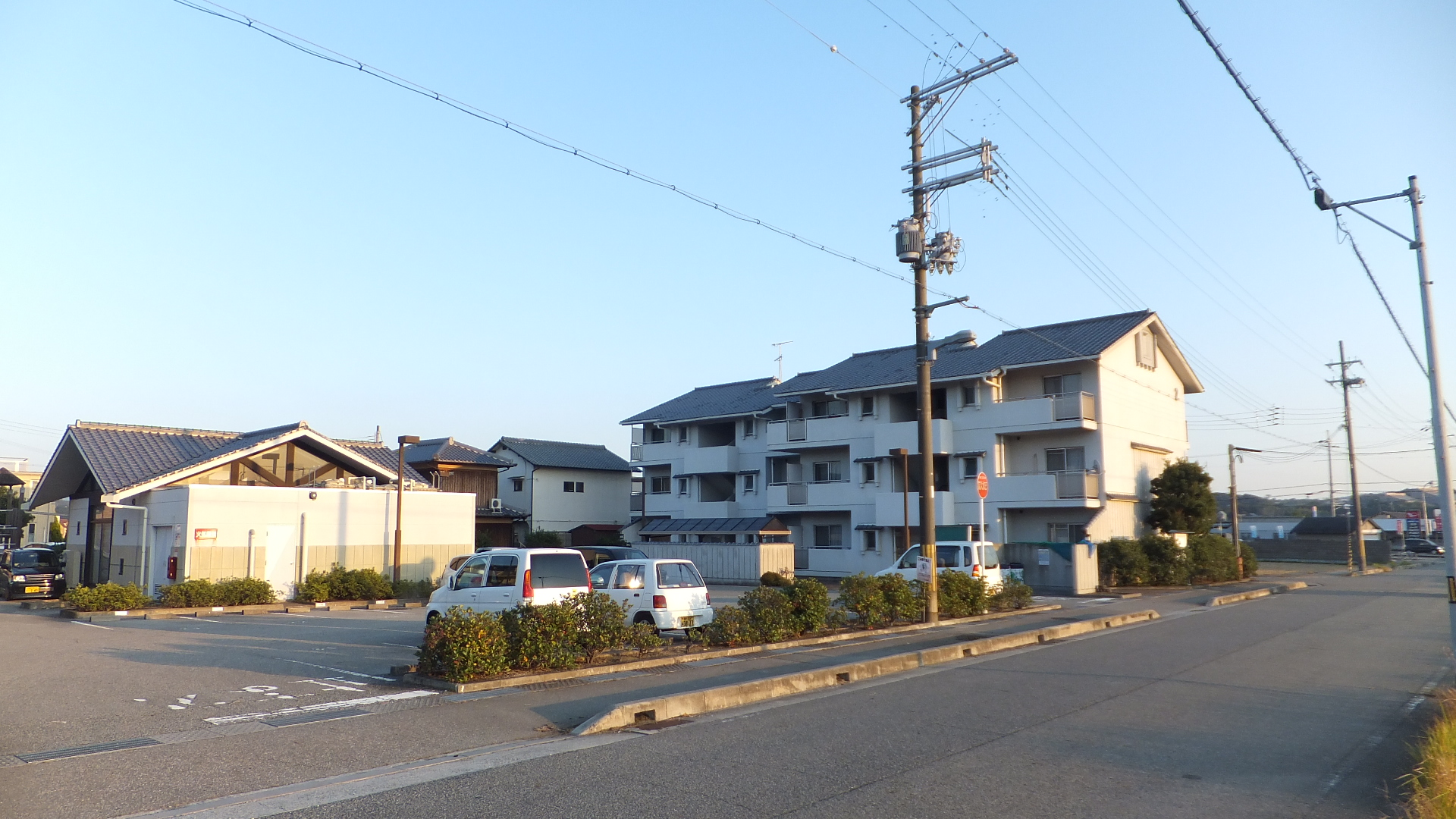
現在の久留美中学校跡地

- 開校当初は校舎が完成しておらず、平田にある三木町立平田小学校と当時の長屋（現在の岩宮）にあった三木町立長屋小学校を間借りして授業を行っていた。開校から1年後に久留美村関係者とその周辺住民の協力で廃墟であった第二次世界大戦時に使用されていた大日本帝国陸軍所有の払い下げ兵舎を解体して建設された[1][2]。

完成後
木造二階建てでL字型の校舎が完成したが、速成校舎であったために修繕の頻度が早かった。現在は解体されており、三木市営住宅が立地している。

## 生徒数
| 集計日       | 学年 | 生徒数（人） |
| ------------ | ---- | ------------ |
| 1948年4月1日 | 3年  | 81           |
| 1948年4月1日 | 2年  | 92           |
| 1948年4月1日 | 1年  | 130          |

## 生徒会・保護者会
- 育友会 - 1948年5月5日に結成された[4]。

## 部活動
- 1949年5月19日に東播中学校野球大会で優勝する[3]。

## 校区
- 三木町立平田小学校
- 三木町立長屋小学校